# Pórszombat
Pórszombat là một thị trấn thuộc hạt Zala, Hungary. Thị trấn này có diện tích 15,52 km², dân số năm 2010 là 311 người, mật độ 20 người/km².